# Miguel Noguera
Miguel Noguera (Las Palmas de Gran Canaria, 1979) és un humorista, dibuixant i escriptor espanyol.
Es va llicenciar en Belles Arts a la Universitat de Barcelona, però és conegut pel seu espectacle d'humor Ultrashow, que realitza tant en sales d'espectacles com el Teatreneu barceloní, com festivals o fins i tot en museus com el MACBA. Ha publicat diversos llibres, un d'ells, Hervir un Oso amb Jonathan Millán.
És col·laborador habitual dels vídeos d'humor de la parella coneguda amb el nom de Venga Monjas i del programa de ràdio de Manel Fuentes a Catalunya Ràdio. També va fer el personatge dolent en una pel·lícula de Nacho Vigalondo i va col·laborar esporàdicament al programa Buenafuente de La Sexta. Va ser seleccionat per Chus Martínez com un dels seus 10 artistes més influents del segle xxi.
També ha aparegut uns quants cops al programa de David Broncano, "La Resistencia"

## Obres publicades
- Hervir un Oso (Belleza Infinita, 2010)
- Ultraviolencia (Blackie Books, 2011)
- Ser madre hoy (Blackie Books, 2012)[5]
- Mejor que vivir (Blackie Books, 2014)
- La vieja tigresa o el erotismo en la senectud (Blackie Books, 2015)
- La muerte del Piyayo (Blackie Books, 2016)
- Clon de Kant (Blackie Books, 2018)